# Пепероні
Пепероні — гострий різновид салямі в італійській та американській кухні, яка своїм походженням зобов'язана гострій ковбасі з півдня Італії. Зазвичай канонічний варіант ковбаси робиться зі свинини, але італійська діаспора в Сполучених Штатах Америки привнесла свої ідеї в оригінальний рецепт згідно з місцевими реаліями. Так, у США можна зустріти більш вільні місцеві варіанти з додаванням курятини та яловичини, які істотно відрізняються від оригінальної рецептури.
Слово пепероні має італійське походження і швидше за все походить від італійського слова peperone, яке можна перекласти, як «перець». Серед італійської діаспори в Америці це слово набуло іншого сенсу і стало означати просто гостру ковбасу.
Найближчими та схожими по рецептурі з пепероні ковбасами в Італії є salame piccante або salamino piccante (гострі різновиди салямі з південної Італії).